# Arthur Locufier
Arthur Locufier, né le 26 janvier 1871 à Eeklo et mort dans la même ville le 17 décembre 1915, est un peintre belge.

## Biographie

### Famille
Arthur (Arthur Henri) Locufier, né le 26 janvier 1871 à Eeklo, est le fils d'Angelus Bernard Locufier (1830-1892), fabricant, et de Francisca Catherine Louise Ecrevisse (1834-1900). Son grand-père maternel est l'écrivain néerlandais Pieter Ecrevisse (nl). Il épouse à Eeklo le 12 juillet 1902 Alice Rosalia Augusta Van Canegem (1877-1959). Le couple a trois enfants : Charles (directeur de l'Opéra de Gand), Germaine et Suzanne,.

### Formation
Arthur Locufier est étudiant à l'Académie de dessin de Termonde. Influencé par l'École luministe de Termonde et notamment par Isidore Meyers et Jacques Rosseels, il est remarqué par le maître de ce mouvement, Franz Courtens, sous la direction duquel il s'épanouit.

### Carrière
Industriel, fabricant de tissus de jute et d'étoupes de chanvre, Arthur Locufier n'est pas contraint à vivre de son art. Établi à Eeklo, il ouvre à son domicile en 1898 un magasin de peintures, vernis, colles,….
Athur Locufier est membre du conseil d'administration de la « Kunstgilde » (Guilde des Arts), fondée en 1888 par Karel Smitz. Il est secrétaire du « Kunstbond » (Union des Arts) d'Eeklo, créé en 1890, et également le fondateur et président du Cercle d'Art d'Eeklo « Als't Past ».
Il envoie Dans les prés au Salon de Liège en 1892, puis Fin septembre à l'Exposition universelle de 1894 d'Anvers. En 1896, lors de l'Exposition des beaux-arts à Maastricht, il présente deux toiles : Portrait de feu Pieter Ecrevisse et Printemps dans le bois. Au Salon de Bruxelles de 1914, il expose Matinée de septembre.
Le 17 décembre 1915, Arthur Locufier meurt, à l'âge de 44 ans, à Eeklo, où il est inhumé quatre jours plus tard.

## Œuvre

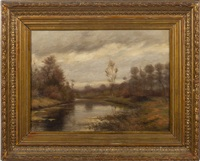
Paysage.

Arthur Locufier représente les paysages, les scènes de genre et les portraits.
Ses paysages sont parfois raffinés et atteignent souvent, surtout dans sa dernière période, la qualité de ses célèbres contemporains. Il s'exprime par la peinture à l'huile, mais aussi le pastel, l'aquarelle et le monotype. De plus, portraitiste talentueux, il est capable d'égayer un visage de quelques traits ou touches de couleur.
En 1927, un critique d'art de Gazet van Antwerpen évoque Arthur Locufier qui « peignait très volontiers ses moulins, et avec qui j'ai souvent partagé ma tristesse, lors de nos promenades à travers le Meetjesland, chaque fois qu'un de ces moulins bien-aimés disparaissait du paysage inoubliable ».